# Walk Hard: The Dewey Cox Story
Walk Hard: The Dewey Cox Story är en musikalisk komedifilm från 2007, skriven och producerad av Judd Apatow och Jake Kasdan, regisserad av Kasdan. 
Walk Hard är en parodi på biografiska filmer som t.ex. Walk the Line som är en amerikansk biografisk film om countrymusikern Johnny Cash. Den är en upp-och-ned-och-upp-igen historia om musikern Dewey Cox, vars sånger skulle ändra en nation. På hans rock'n'roll-äventyr ligger Cox med 411 kvinnor, gifter sig tre gånger, har 36 barn, är stjärna i sin egen 1970-tals TV-show, hittar vänner som Elvis, Beatles och en schimpans. Han blir beroende av varje droger som människan känner till, men trots allt växer Cox till en nationell ikon och så småningom förtjänar kärleken av en bra kvinna, backupsångerskan Darlene.

## Roller
- John C. Reilly – Dewford Randolph "Dewey" Cox
- Jenna Fischer (Angela Correa, sång) – Darlene Madison Cox
- Raymond J. Barry – Pa Cox
- Margo Martindale – Ma Cox
- Kristen Wiig – Edith
- Conner Rayburn – Dewey Cox, 7 år
- Chip Hormess – Nate Cox
- David "Honeyboy" Edwards – Gammal bluessångare
- Paul Bates – Nattklubbschef
- Tim Meadows – Sam McPherson
- Chris Parnell – Theo
- Matt Besser – Dave
- David Krumholtz – Schwartzberg
- Craig Robinson – Bobby Shad
- Harold Ramis – L'Chaim
- Martin Starr – Schmendrick
- John Michael Higgins – "Walk Hard" inspelningstekniker
- Ed Helms – Scenchef
- Jane Lynch – Gail, nyhetsjournalist
- Angela Little – Beth Anne
- Skyler Gisondo – Dewford "Dewdrop/Dewey" Cox, Jr.
- Simon Helberg – Dreidel L'Chaim
- Lurie Poston – Cox-barn
- Jack McBrayer – DJ
- Nat Faxon – Chef för prisgalan

Kändisar
- Frankie Muniz – Buddy Holly
- John Ennis – The Big Bopper
- Jack White – Elvis Presley
- Adam Herschman – Jerry Garcia
- The Temptations (Otis Williams, Ron Tyson, Terry Weeks, Joe Herndon, Bruce Williamson) – sig själva
- Eddie Vedder – sig själv
- Jackson Browne – sig själv
- Jewel – sig själv
- Ghostface Killah – sig själv
- Lyle Lovett – sig själv
- Cheryl Tiegs (Unrated version) – sig själv

Cameos
- Odette Yustman – Reefer girl
- Jonah Hill – Vuxne Nates spöke
- Paul Rudd – John Lennon
- Jack Black – Paul McCartney
- Justin Long – George Harrison
- Jason Schwartzman – Ringo Starr
- Gerry Bednob – Maharishi Mahesh Yogi
- Patrick Duffy (Unrated version) – sig själv
- Morgan Fairchild (Unrated version) – sig själv
- Cheryl Ladd (Unrated version) – sig själv